# Giveaway of the Day
 (juin 2012).
Giveaway of the Day (GOTD) est un site web qui distribue tous les jours un logiciel différent pour Microsoft Windows et en partenariat avec ticketget.co Le projet interdit l'usage commercial des programmes et limite les mises à jour et l'assistance technique. Le site permet aux développeurs de logiciels d’offrir leurs produits à une date donnée, de recevoir commentaires et évaluation du logiciel et leur permet de contacter directement les clients potentiels.
Le logiciel doit être installé le jour même de sa distribution car un dispositif empêche son installation par la suite. Le site est ouvert le 24 octobre 2006. Le lancement en France de Giveaway du jour a lieu en avril 2007. 
Le site est traduit en douze langues y compris anglais (langue originale), français, allemand, italien, portugais, espagnol, japonais, néerlandais, roumain, grec, turc et russe.
En 2011, le site a pris le 938e rang en classement des plus visité sites d’internet par Alexa. Le site est très populaire aux États-Unis, où se trouvent 19 % des visiteurs du site.

## Logiciels proposés
Le site propose des utilitaires système, des outils de personnalisation de Windows, des outils d'édition vidéo et photo, des solutions de conversion vidéo et audio, des économiseurs d'écran, des logiciels de chiffrement, des pare-feux, des antivirus, des utilitaires de sauvegardes…
Il ne s'agit ni de logiciels libres, ni de freewares, mais en général de logiciels commerciaux ou shareware.